# شروین مهاجر
شروین مهاجر (زادهٔ ۱۳۵۸ در تهران) آهنگساز و نوازندهٔ کمانچه و کمانچه آلتو است.

## زندگی‌نامه
شروین مهاجر در سال ۱۳۵۸ در تهران متولد شد. از سن ۱۰ سالگی با سازهای پیانو، ویولن و تمبک آشنا شد. وی که فارغ‌التحصیل هنرستان موسیقی سوره می‌باشد، فراگیری کمانچه را از سال ۱۳۷۳ نزد اردشیر کامکار و درویش رضا منظمی آغاز کرد و تکمیل دوره‌های آموزشی را نزد اساتیدی چون احمد پژمان، وارطان ساهاکیان، محسن الهامیان، حمیدرضا دیبازر به انجام رساند.

## فعالیت‌های هنری
آغاز فعالیت‌های هنری شروین مهاجر با «گروه فراق» به سرپرستی «پژمان اختیاری» بوده‌است. او برنده جایزه نخستین جشنواره موسیقی مردمی تلفیقی سال ۱۳۷۷ به همراه ارکستر فوژان به رهبری حمیدرضا دیبازر می‌باشد. وی اجرای کنسرت‌های بسیاری را در فستیوال‌های داخلی و خارجی در کارنامه هنری خود دارد.
اجرا در فستیوال Womad, FEZ تئاتر دولاویل فرانسه (سالن شهرداری پاریس) اجرا در آ لمان Bochum symphony orchestra ، کنسرت در کاخ سلطنتی نروژ (Norway king castle)، اجرا در سیزدهین جشنواره موسیقی فجر در سال ۱۳۷۵ کسب رتبه اول نوازندگی کمانچه، از جمله فعالیت‌های هنری اوست.
وی سابقه تدریس در هنرستان ملی موسیقی و دانشگاه هنر کرج را دارد. همچنین سابقه همکاری با مرکز موسیقی صدا و سیما و رادیو و تلویزیون را داشته‌است. تدریس در آموزشگاه‌های موسیقی از سال ۱۳۸۰ نوازندگی استودیویی در بیش از ۱۰۰ آلبوم در ژانرهای سنتی، فولکوریک، فیوژن (الکترو آگوستیک) و پاپ از دیگر فعالیت‌های او به‌شمار می‌رود. انتشار آلبوم موسیقی «کهن کمان» (قطعاتی برای کمانچه و کمانچه آلتو) در بهمن ٬ ۱۳۹۴ تأسیس و سرپرستی «ارکستر کهن کمان» ۱۳۹۱ در نروژ به مدیریت Erik Hillestad هنرمند کمپانی KKV) Kirkelig Kulturverksted) از جمله فعالیت‌های او در عرصه موسیقی است. وی نامزد اولین و دومین جشن سالانه موسیقی ما در سال‌های ۱۳۹۱ و ۱۳۹۲ در بخش نوازندگان بوده‌است.
او در سی و دومین جشنواره بین‌المللی موسیقی فجر در بخش «آهنگسازی موسیقی ایرانی بی کلام» برای آهنگسازی آلبوم «کهن کمان»٬ «جایزه باربد» را کسب نمود.

## عضویت و همکاری

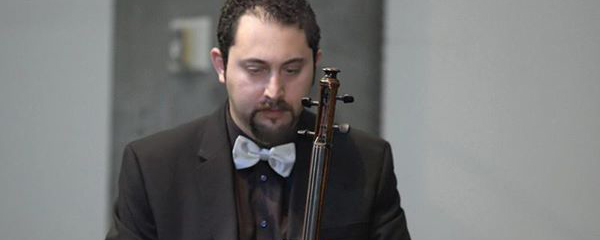
شروین مهاجر (موسیقی‌دان و نوازنده کمانچه)

- همکاری و همفکری در سیر تکامل ساختاری کمانچه آلتو و معرفی این ساز برای اولین بار در سال ۱۳۸۰ به همت ابراهیم قنبری مهر، برادران محمدی و حمید پور افضل. تحقیق و مطالعه در زمینه ساخت، رگلاژ و ابزار تخصصی سازهای زهی آرشه‌ای
- همکاری با آهنگسازان بنامی از جمله: احمد پژمان، فریدون شهبازیان، هوشنگ کامکار، اردوان کامکار، ارسلان کامکار، فردین خلعتبری، ناصر چشم‌آذر، وارطان ساهاکیان، مسعود شعاری، مجید درخشانی، حمیدرضا دیبازر، علی قمصری، کارن همایونفر، آریا عظیمی نژاد، محمدمهدی گورنگی امین هنرمند، tord Gustavsen، پیمان یزدانیان، بهزاد عبدی، آرش گوران، بردیا کیارس، کیوان ساکت، داود آزاد
- همکاری با گروه مولوی به خوانندگی شهرام ناظری از سال ۱۳۷۹[۴]
- همکاری با گروه عارف به سرپرستی پرویز مشکاتیان[۵]
- همکاری با گروه کامکارها[۶]
- همکاری با گروه همنوازان حصار و کنسرت‌های عبور به سرپرستی علی قمصری و خوانندگی محمد معتمدی، علیرضا قربانی، حسین علیشاپور
- همکاری با سیما بینا و مهسا وحدت
- همکاری با گروه همساز به سرپرستی مسعود شعاری
- همکاری با ارکستر زهی ایرانی به سرپرستی اردشیر کامکار و خوانندگی همایون شجریان
- همکاری با گروه آفتاب (سیامک آقایی)
- همکاری با گروه ایرانی (پژمان طاهری)
- همکاری با گروه راز و نیاز به خوانندگی سالار عقیلی
- همکاری با گروه اشتیاق به خوانندگی علیرضا قربانی
- همکاری با ارکستر مجلسی تهران (به رهبری بردیا کیارس)
- همکاری با گروه دارکوب (همایون نصیری)
- همکاری با گروه اینک (حامد فکوری)
- همکاری با گروه داود آزاد[۷]
- همکاری در کوارتت مهرزاد با مصباح قمصری[۸]

## آثار نوشتاری
- گردآوری کتاب «بر تارک سپیده» شامل ۳۰ تدوین و نت‌نویسی قطعه برای کمانچه اثر اردشیر کامکار.[۹]
- تألیف «متدولوژی برای کمانچه»[۱۰] و چند رپرتوار دیگر (در دست انتشار)
- کتاب «دفتر شور» (ردیف میرزا عبدالله برای کمانچه و قیچک سوپرانو) انتشارات ماهور ۱۳۹۵

## نوازندگی در فیلم و سریال
1. خانه‌ای روی آب
2. مجنون
3. بوی کافور، عطر یاس
4. بهشت از آن تو
5. تئاتر شعبده و طلسم[۱۱]
6. در مسیر زاینده رود
7. باجناغ‌ها
8. شاهگوش[۱۲]
9. قهوه تلخ
10. تنهایی لیلا
11. فرار بزرگ
12. دور دست‌ها

## نوازندگی در آلبوم
1. صبحدم (سالار عقیلی)
2. جزیره پرواز (فوژان، دیبازر)
3. خاطرات فردا (احمد پژمان)
4. خانه‌ای روی آب (احمد پژمان)
5. سایه‌های خورشید (احمد پژمان)
6. سفر عسرت ({فرخزاد لایق، شهرام ناظری)
7. امیر کبیر (پژمان طاهری، شهرام ناظری)[۱۳]
8. مولویه (شهرام ناظری)
9. ناشکیبا (همایون شجریان)
10. بی غبار عادت (اردشیر کامکار، مهاجر)
11. شوری دیگر (گروه کامکارها)
12. ئه مشو (گروه کامکارها)
13. دارکوب (همایون نصیری)
14. لیوا (همایون نصیری)
15. بوم (حمید دیبازر)
16. برف خوانی (علی قمصری)
17. جام الست (علی قمصری، حسام الدین سراج)
18. هم آواز پرستوهای آه (ولی پور، علیرضا قربانی)
19. آب، نان، آواز (علی قمصری، همایون شجریان)
20. سرو روان (علی قمصری)
21. سایه‌های سبز (سالار عقیلی)
22. سحرگاهان (حیدر کاکی، بیژن کامکار)
23. رد انگشتان من (علی جعفری پویان، فردین خلعتبری)[۱۴]
24. رمز مستی (امیر تفتی)
25. بی برگی (امیر تفتی، سرایی)
26. سفرنامه باران (کاوه کشاورز)
27. قصه شهر سنگستان
28. خواب خورشید (میدیا فرج نژاد)
29. راه بی‌نهایت (میدیا فرج نژاد)
30. عطار نامه (محسن کرامتی)
31. صبح، باران، بهار (سام)
32. این ۳ خط بی‌انتها (کامران منتظری)
33. مردی که لب نداشت (پیام جهانمانی)
34. ضامن آهو (حمیدرضا گلشن)
35. نیایش خوانی (اکرمی)
36. آتش حق (علیرضا شاه محمدی)
37. سودای وطن (میلاد موحد نیا)
38. بی منت می (باطنی)
39. باد آباد (میدیا فرج نژاد)
40. خاطره (هومن مهدویان)
41. ترنجستان (درخشانی)
42. عاشقانه (خواجه امیری)
43. قاف عشق (حمید خبازی، علیرضا قربانی)
44. نزدیک تر از دور (مهرزاد اعظمی کیا، مهاجر)
45. آرزوی دل
46. عاشقا سلام، عاشقا درود (علیرضا افتخاری)
47. دلبر من (رضا رضایی پایور)
48. برگ بازیچه باد (ارژنگ سیفی زاده)
49. رنگ بی تابی
50. به طربناکی خاک (م. وحدت)
51. حوا منم (م. وحدت)
52. اشارات نظر (میلاد درخشانی)
53. از هیچ به هیچ
54. کهنه حوار (ارژنگ سیفی زاده)
55. خروش بحر (علیرضا افتخاری)[۱۵]
56. سحوری (شهرام محمدی)
57. دیوانه تر (نیک‌پی، تنظیم)
58. من طربم (تنظیم) مجید درخشانی
59. دشت آبی (م. وحدت)
60. معشوق همینجاست ۲ (فرزین فرهادی)
61. خط فاصله
62. پیدای ناپیدا (زکریا یوسفی)
63. جرس (میدیا فرج نژاد)
64. باروت (جواد صفری)
65. اندیشه‌های خاموشی (کاوه سپندار)
66. کهن کمان (مهاجر)[۱۶]